# Trochej
Trochej (łac. trochaeus, z gr. trochaíos) – pojęcie z metryki iloczasowej oznaczające stopę metryczną złożoną z dwóch sylab: długiej i krótkiej ().
W wierszach polskich odpowiednikiem jest sekwencja sylab: akcentowanej i nieakcentowanej. W języku polskim występuje bardzo często, każdy dwusylabowy wyraz jest trochejem (np. słownik), łatwo też układać z trochejów wiersze sylabotoniczne, np.
Nie rusz, Andziu, tego kwiatka,
Róża kole – rzekła matka. (Za Stanisławem Jachowiczem)
Najpopularniejszym formatem wiersza trocheicznego w literaturze polskiej jest czterostopowiec. W ten sposób Adam Asnyk napisał wiersz Między nami nic nie było:
Między nami nic nie było!
Żadnych zwierzeń, wyznań żadnych,
Nic nas z sobą nie łączyło
Prócz wiosennych marzeń zdradnych;

Prócz tych woni, barw i blasków
Unoszących się w przestrzeni,
Prócz szumiących śpiewem lasków
I tej świeżej łąk zieleni;
Innym przykładem czterostopowca trocheicznego jest utwór Marii Konopnickiej A jak poszedł król na wojnę. Natomiast ośmiostopowcem trocheicznym jest napisany wiersz Bolesława Leśmiana Ballada bezludna:
Niedostępna ludzkim oczom, że nikt po niej się nie błąka,
W swym bezpieczu szmaragdowym rozkwitała w bezmiar łąka,
Strumień skrzył się na zieleni nieustannie zmienną łatą,
A gwoździki spoza trawy wykrapiały się wiśniato.
Z trochejem eksperymentował Jerzy Liebert (wiersz Jurgowska karczma był analizowany przez Marię Dłuską.
Metrum trocheiczne popularne jest też w wersyfikacji czeskiej. Ważnym przykładem jego użycia jest poemat Vitězslava Nezvala Edison, napisany sześciostopowcem. Trocheiczny jest też hymn Republiki Czeskiej:
Voda hučí po lučinách,
bory šumí po skalinách,
v sadě skví se jara květ,
zemský ráj to na pohled!
A to je ta krásná země,
země česká, domov můj,
země česká, domov můj!
W literaturze języka angielskiego najbardziej znanymi przykładami zastosowania trocheja są Tygrys Williama Blake'a i Kruk Edgara Allana Poego. Czterostopowca trocheicznego na szeroką skalę użył Henry Wadsworth Longfellow w Pieśni o Hajawacie. Natomiast trocheicznego ośmiostopowca, ujętego w parzyście rymowane dystychy, Alfred Tennyson użył w wierszu Locksley Hall:
Comrades, leave me here a little, while as yet ’tis early morn:
Leave me here, and when you want me, sound upon the bugle horn.

’Tis the place, and all around it, as of old, the curlews call,
Dreary gleams about the moorland flying over Locksley Hall;
W literaturze języka niemieckiego trocheiczne są: hymn Niemiec (Das Lied der Deutschen), dawny hymn Austro-Węgier (Volkshymne) i Oda do radości Friedricha Schillera.
Einigkeit und Recht und Freiheit
Für das deutsche Vaterland!
Danach lasst uns alle streben,
Brüderlich mit Herz und Hand!
Einigkeit und Recht und Freiheit
Sind des Glückes Unterpfand:
Blüh im Glanze dieses Glückes,
Blühe, deutsches Vaterland!
(Das Lied der Deutschen)
Przeciwny do trocheju układ sylab ma jamb.